# Yoshiyuki Tsuruta
Pour les articles homonymes, voir Tsuruta (homonymie).
Yoshiyuki Tsuruta (鶴田 義行, Tsuruta Yoshiyuki), né le 1er octobre 1903 à Kagoshima et mort le 24 juillet 1986 , est un nageur japonais.
Alors membre de la marine impériale japonaise, il participe aux 2e jeux du sanctuaire Meiji en 1925 et remporte le 200 m brasse avec un temps de 3 min 12 s 3. Il a remporté la médaille d'or au 200 mètres brasse aux Jeux olympiques d'été de 1928, le premier nageur japonais à remporter l’or, et aux Jeux olympiques d'été de 1932.